# Hispavox
Hispavox fue una compañía discográfica española de proyección mundial, que tuvo una duración de treinta años y que estaba ubicada en Madrid, en la calle Torrelaguna. Actualmente se ha convertido en mero sello discográfico, dentro de la compañía Parlophone, aunque mantiene gran parte de sus importantes grabaciones, que siguen saliendo al mercado, actualmente bajo los dominios de una financiera inglesa que compró recientemente EMI.

## Historia

### Inicio
La empresa fue fundada por José Manuel Vidal Zapater en 1953, que sería su presidente ejecutivo hasta que fue sustituido por su hermano Luis Vidal en 1977. La compañía empezó a funcionar en 1955 como fabricante de discos, en principio para otras compañías discográficas del momento, como las filial española de Telefunken o Belter.
Hacia 1956 empezó a editar y fabricar discos de las empresas francesas Vega y Vogue, así como  del sello Discophile Français de música clásica, además de otros de menor importancia. Hispavox inició su andadura discográfica e implantó el sistema de «microsurco», pionero en España, únicamente utilizado en esa época por Hispavox.
Sus comienzos durante el periodo de autarquía y aislamiento de España fueron difíciles pues sólo se fabricaba con materias primas bajo cupos de licencias de importación, incluso se importaban las matrices para el prensaje de los discos.
Consiguió editar, producir y distribuir en exclusiva y de forma independiente para CBS y Warner Brothers (previa a su fusión como WEA). Hispavox siguió explotando todos estos discos  junto a otros de menor importancia completando un volumen de negocio que llevó a la compañía a alcanzar un importante puesto entre las discográficas españolas. Por la exclusividad de la explotación para España de estas dos compañías, consiguió la expansión de su catálogo en todo el mundo: Latinoamérica, Estados Unidos, Japón, Rusia, etc. Promovió a nivel nacional e internacional todo su catálogo, tanto de música clásica como de folclore, flamenco y canción española; es decir: cubrió todo el espectro musical.
Cabe destacar algunas grabaciones por ser excepcionales. Por ejemplo, las obras de Antonio de Cabezón, dirigidas e interpretadas por Antonio Baciero, que estuvo varios años buceando en los conventos burgaleses buscando datos que le permitieran grabar tan magna obra; las del maestro Tomás Luis de Victoria; la Magna antología del flamenco; Canta Jerez; la Antología del folclore musical de España; los cantos gregorianos grabados en Silos, que después de los años alcanzarían un éxito enorme en todo el mundo. Con ello se contribuyó a crear un gran acervo cultural para España.
A nivel comercial Hispavox se anotó un gran triunfo contratando a Sara Montiel en 1958. La actriz-cantante gozaba entonces de una popularidad apabullante en todo el mundo y su primer álbum con Hispavox titulado La violetera fue un verdadero éxito internacional. Desde entonces Hispavox editaría todas las grabaciones de la célebre intérprete. Entre otros artistas pop lanzados por Hispavox en esos años se destacaron Monna Bell, Raphael, Karina, y por supuesto, el conjunto Los Pekenikes, etc.
Durante los años 1960, ocupó el cargo de director artístico el compositor Rafael Trabucchelli, y promocionó e impulsó las carreras de artistas como Miguel Ríos, José Luis Perales, Karina, Raphael o Los Pekenikes. Tras su nombramiento como director artístico en 1965 contrató como ayudantes al compositor y arreglista Waldo de los Ríos y al ingeniero de sonido Mike Lewellyn Jones con los que consiguió grandes éxitos como «La yenca», el «Himno a la alegría», de Miguel Ríos; «Palomitas de maíz», de Pekenikes, o «El baúl de los recuerdos», de Karina.

### Zarzuelas de Sorozábal
Las zarzuelas de Pablo Sorozábal merecen mención especial por su tradición y arraigo en el pueblo español, y por las grandes voces que las interpretaron, como las de Alfredo Kraus, Pilar Lorengar, Renato Cesari, Pedro Lavirgen y tantas otras voces extraordinarias de la lírica española de aquellos tiempos.
Alfredo Kraus grabó, desde 1958, Katiuska, La tabernera del puerto y Black el payaso, siguiendo con el resto hasta completar la totalidad de la obra lírica más importante de su repertorio.
La importancia de Hispavox en el mundo, su categoría como marca discográfica, debe buscarse en los éxitos y mejores cantantes de música Pop del momento y la importancia dada a las grabaciones de carácter lírico, sinfónico, popular y flamenco.
Como reiteración de lo anterior, las grabaciones de las zarzuelas de Sorozábal, de las obras del maestro Victoria, de Antonio de Cabezón, los cantos gregorianos y las antologías, tanto del flamenco como de la música popular española, no tenían un carácter comercial, sino que se emprendieron para que formasen, históricamente, parte del acervo cultural de España.
Su catálogo, con cerca de dos mil títulos, dice de la gran aportación de esta empresa discográfica al mundo de la cultura, y transcurridos los años será un hito histórico cultural.

### Llegada de EMI[2]
A partir de 1977, aproximadamente, se hizo cargo de la dirección de Hispavox José Luis Gil, quien le dio un gran impulso con los productores y compositores de éxito como Danilo Vaona y Rafael Trabucchelli, pero después dimitió y dejó a esta compañía en un momento delicado por diversas causas: que se hubieran terminado las licencias de CBS y WEA y estas compañías se hubieran instalado directamente en España, el aumento de la piratería, las inmediatas renovaciones de artistas y la falta de ayuda económica de los accionistas eran signos que preveían un futuro incierto para la compañía discográfica. Todo ello redujo considerablemente el volumen de negocio.
Por ello hubo que renovar la dirección general, pues la empresa en esos momentos estaba al borde de la suspensión de pagos. Con el equipo humano que quedaba y con Ángel Recuenco como director general y consejero delegado al frente, evitaron que por esa vía jurídica cayera en manos inexpertas el inmenso catálogo realizado durante tantos años de vida comercial y artística, de sus grandes canciones interpretadas por sus grandes artistas, destrozando o mal vendiendo tan magnífico bagaje cultural. En estas circunstancias, la importancia de la venta de Hispavox a una gran multinacional era inevitable, e hizo posible conservar este inmenso catálogo realizado durante 30 años con el esfuerzo y el inmenso trabajo de esta compañía y sus creadores tanto artísticos como realizadores, productores, autores e intérpretes.
No cabe duda de que la pérdida de ventas por haber finalizado los derechos de edición y venta de los catálogos CBS y WEA, que instalaron sus propias compañías, redujeron las ventas de Hispavox en más del 40 %, impidiendo seguir con la misma estructura empresarial con la sola explotación de su catálogo. Quizás faltó el deseo de los accionistas por mantener a la empresa, y continuar con la renovación de contratos artísticos, algunos de los cuales se habían conseguido durante la dirección de Ángel Recuenco y su equipo. Se renovaron los contratos de Juan Pardo, Mari Trini, Paloma San Basilio, Massiel, Nacha Guevara, Alaska y unos cuantos más. Otros, como José Luis Perales, Raphael, Bertín Osborne, Mercedes Ferrer, etc., no desearon seguir en Hispavox.
Esta compañía tuvo convenios durante varios años con la empresa discográfica colombiana Codiscos.
Los grandes éxitos de los artistas mencionados, más con otros grandes de la música unidos, compusieron el gran catálogo de Hispavox, que editaron bajo su licencia otras compañías internacionales y distribuyeron por el mundo.
Sería interminable la relación de colaboradores y ejecutivos que dejaron un legado musical para la historia. Esta breve crónica se escribe, como es lógico, años después de la desaparición de Hispavox como sociedad, aunque su sello discográfico permanece junto a sus éxitos de los años 1950 hasta los años 1970, bajo la licencia de una financiera inglesa que compró recientemente todo el gran volumen musical de EMI, y que siguen editando.